# Stazione di Mignanego
La stazione di Mignanego è una stazione ferroviaria posta sulla linea succursale dei Giovi, all'imbocco meridionale della galleria di valico. Si trova nel territorio comunale di Mignanego, presso la frazione di Ponterosso.

## Strutture e impianti
La stazione è dotata di un fabbricato viaggiatori composto da 3 piani. Il piano del ferro ospita spogliatoi, l’ufficio movimento e sala ACS; inoltre è presente una sala d’attesa che risulta aperta al pubblico. Negli altri piani sono presenti quattro alloggi.
L'ex fabbricato viaggiatori è incluso nella lista delle stazioni impresenziate che vengono concesse in comodato d'uso gratuito a comuni o associazioni per il riutilizzo.
La stazione è dotata di tre banchine e un sottopasso, non utilizzabile. Sulla banchina del terzo marciapiede è presente una sala d’attesa non accessibile.
Accanto al fabbricato viaggiatori sono presenti le ritirate, chiuse, e un capannone per le merci; è presente un deposito manutentivo, utilizzato come sottostazione elettrica.
La stazione è dotata di avvisi di segnalamento ai viaggiatori e impianto di diffusione sonora.

## Movimento
La stazione, che a fini commerciali era inclusa da RFI nella categoria bronze, era servita fino al 2015 da alcuni treni regionali svolti nei giorni feriali da Trenitalia nell'ambito del contratto di servizio stipulato con la Regione Liguria. Allo stato attuale la stazione è chiusa e nessun treno ferma per servizio viaggiatori.